# Stazione di Nöldnerplatz
La stazione di Nöldnerplatz è una fermata ferroviaria di Berlino, sita nel quartiere di Rummelsburg.

## Strutture e impianti
Posta su un leggero rilevato, la fermata conta due binari – uno per ogni senso di marcia – serviti da una banchina ad isola accessibile attraverso un sottopassaggio.

## Movimento
La fermata è servita dalle linee S 5, S 7 e S 75 della S-Bahn.

## Interscambi
- Fermata autobus